# Peng Chong
Peng Chong (chinesisch 彭冲; Geburtsname: Xu Tieru  (許鐵如); * 27. März 1915 in Zhangzhou, Fujian; † 18. Oktober 2010) war ein chinesischer Politiker der Kommunistischen Partei Chinas (KPCh), der unter anderem von 1974 bis 1977 Gouverneur von Jiangsu, zwischen 1977 und 1982 Mitglied des Politbüro der Kommunistischen Partei Chinas sowie von 1979 bis 1981 Bürgermeister der Stadt Shanghai war.

## Leben
Peng Chong, der als Xu Tieru geboren wurde, war von August 1954 bis 1955 Sekretär des Parteikomitees von Provinz Jiangsu und danach zwischen April 1955 und August 1959 Vorsitzender des Volkskomitees und damit Bürgermeister von Nanjing. Zugleich wurde er als Nachfolger von Ke Qingshi im Juni 1956 Erster Sekretär des Sekretariats des Stadtparteikomitees von Nanjing und bekleidete diesen Posten bis September 1960. Den Posten als Erster Sekretär des Sekretariats des Stadtparteikomitees von Nanjing bekleidete er erneut von Januar 1963 bis Mai 1966 und war im Anschluss während der Kulturrevolution zwischen Juni 1966 und 1967 Vorsitzender der Führungsgruppe des Provinzkomitees Jiangsu der Kommunistischen Partei Chinas. Auf dem IX. Parteitag der Kommunistischen Partei Chinas (1. bis zum 24. April 1969) wurde er Kandidat des Zentralkomitee der Kommunistischen Partei Chinas (ZK der KPCh) und in dieser Funktion auf dem X. Parteitag (24. bis 28. August 1973) bestätigt. 
Im November 1974 löste Peng Chong Xu Shiyou als Sekretär des Parteikomitees von Jiangsu ab und zugleich auch als Gouverneur von Jiangsu. Er bekleidete diese beiden Ämter bis Februar 1977 aus und wurde daraufhin von Xu Jiatun abgelöst. Auf dem XI. Parteitag (12. bis 18. August 1977) wurde er zum Mitglied des ZK der KPCh gewählt und gehörte diesem Gremium nach seinen Wiederwahlen auf dem XII. Parteitag (1. bis 12. September 1982) sowie auf dem XIII. Parteitag (25. Oktober bis 2. November 1987) bis zum XIV. Parteitag (12. bis 19. Oktober 1992) an. Zugleich wurde er auf dem XI. Parteitag im August 1977 auch Mitglied des Politbüro der Kommunistischen Partei Chinas und gehörte diesem Führungsgremium bis September 1982 an. Im Dezember 1977 wurde er Vorsitzender des Stadtkomitees von Shanghai der Politischen Konsultativkonferenz des chinesischen Volkes und hatte diesen Posten bis Januar 1979 inne. Er war ferner Deputierter des Nationalen Volkskongresses und fungierte zwischen 1978 und 1993 als Vize-Vorsitzender des Ständigen Ausschusses des Nationalen Volkskongresses. Zugleich bekleidete er von 1978 bis 1983 das Amt als Vize-Vorsitzender des Nationalkomitees der Politischen Konsultativkonferenz des chinesischen Volkes.
Im Februar 1979 übernahm Peng Chong von Su Zhenhua den Posten als Sekretär des Stadtparteikomitees von Shanghai und bekleidete diese Funktion bis Dezember 1979, woraufhin Chen Guodong sein Nachfolger wurde. Daneben wurde er als Nachfolger von Su Zhenhua im Februar 1979 Vorsitzender des Revolutionskomitees von Shanghai und als solcher im Dezember 1979 Bürgermeister der Stadt Shanghai. Er hatte dieses Amt bis April 1981 inne und wurde daraufhin von Wang Daohan abgelöst. Darüber hinaus wurde er auf einem Plenum des XI. ZK am 29. Februar 1980 auch Mitglied des Sekretariats des ZK und gehörte auch diesem Gremium bis September 1982 an. Zuletzt löste er am 25. März 1988 Wang Hanbin als Generalsekretär des Ständigen Ausschusses des Nationalen Volkskongresses und hatte dieses Amt während der siebten Legislaturperiode bis zu seiner Ablösung durch Cao Zhi am 15. März 1993 inne.

## Weblink
- Eintrag in China Vitae